# حسام الدين السويسي
حسام الدين السويسي (20 أكتوبر 1997) هو لاعب وسط كرة قدم تونسي يلعب حاليًا لصالح نادي حسنية أكادير. لعب سابقا في نادي القادسية الكويتي.